# Сенно (Слупецький повіт)
Сенно (пол. Sienno) — село в Польщі, у гміні Островіте Слупецького повіту Великопольського воєводства.
Населення — 104 особи (2011).
У 1975-1998 роках село належало до Конінського воєводства.

## Демографія
Демографічна структура станом на 31 березня 2011 року:
|          | Загалом | Допрацездатний вік | Працездатний вік | Постпрацездатний вік |
| -------- | ------- | ------------------ | ---------------- | -------------------- |
| Чоловіки | 52      | 11                 | 35               | 6                    |
| Жінки    | 52      | 8                  | 29               | 15                   |
| Разом    | 104     | 19                 | 64               | 21                   |